# Krister Kristensson
Carl Krister Kristensson (Malmö, 25 juli 1942 – 28 januari 2023) was een Zweeds voetballer en voetbalcoach die bij voorkeur als verdediger speelde.

## Carrière
Kristensson is geboren in Malmö, Zweden. Kristensson begon voetballen bij Malmö FF in 1963. Kristensson heeft totaal 626 wedstrijden gespeeld en 16 doelpunten gemaakt bij zijn club. Kristensson won met zijn club liefste zeven keren landscompetitie (Allsvenskan). Hij beëindigde zijn voetbalcarrière in 1979.
Kristensson maakt zijn debuut in Zweden in 1967. Kristensson heeft 38 wedstrijden gespeeld voor zijn nationale ploeg. Hij maakte deel uit van de selectie voor het voetbaltoernooi op de Wereldkampioenschap 1970.
Tijdens een verblijf in Zuid-Afrika in februari stootte hij met zijn voet tegen een trede. De wond raakte geïnfecteerd en een van zijn tenen werd blauw. Toen Kristensson behandeling zocht, bleek dat hij gangreen had opgelopen en na een spoedoperatie werd de teen geamputeerd.
Kristensson overleed op 28 januari 2023.

## Erelijst

### Malmö FF
- Allsvenskan (7) : 1965, 1967, 1970, 1971, 1974, 1975, 1977
- Zweedse voetbalbeker  (5) : 1967, 1972–1973, 1973–1974, 1974–1975, 1977–1978